# Une adolescente
Pour plus de détails, voir Fiche technique et Distribution.
Une adolescente (少女, Shōjo) est un film japonais réalisé par Eiji Okuda, sorti en 2001.

## Synopsis
Yoko, une adolescente de 15 ans, propose à Tomokawa, un policier, d'avoir des relations sexuelles tarifées...

## Fiche technique
Sauf indication contraire, les informations mentionnées dans cette section peuvent être confirmées par la base de données cinématographiques IMDb,  présente dans la section « Liens externes ».
- Titre : Une adolescente
- Titre original : 少女 (Shōjo?)
- Réalisation : Eiji Okuda
- Scénario : Izuru Narushima et Katsuhiko Manabe (ja) d'après la nouvelle Shōjo (少女?) de Mikihiko Renjō (en)
- Musique : Shigeru Umebayashi
- Photographie : Hirokazu Ishii
- Montage : Shigeru Okuhara
- Décors : Katsuhiko Hibino
- Production : Ben Yamamoto, Eiji Okuda et Henri Ishii
- Société de distribution : Pan-Européenne[1]
- Pays de production :  Japon
- Langue originale : japonais
- Format : couleur - stéréo
- Genre : drame, romance
- Durée : 132 minutes (2h12)[2]
- Dates de sortie :
  - Japon : 29 septembre 2001[2]
  - France : 19 mars 2003[1],[3]

## Distribution
Sauf indication contraire, les informations mentionnées dans cette section peuvent être confirmées par la base de données cinématographiques IMDb,  présente dans la section « Liens externes ».
- Eiji Okuda : Tomokawa
- Mayu Ozawa (ja) : Yoko
- Mari Natsuki : Yukie, la mère de Yoko
- Shōji Akira : Sukemasa, le frère de Yoko
- Hideo Murota : Shozo, le grand-père de Yoko

## Distinctions
Sauf indication contraire, les informations mentionnées dans cette section peuvent être confirmées par la base de données cinématographiques IMDb,  présente dans la section « Liens externes ».

### Récompenses
- Festival international du film de Thessalonique 2001 : meilleure actrice pour Mayu Ozawa (ja)
- Festival de Paris 2002 : Grand Prix et prix de la meilleure actrice pour Mayu Ozawa
- AFI Fest 2002 : Grand prix[4]
- Bermuda International Film Festival 2002 : mention spéciale pour Eiji Okuda

### Sélections
- Mostra de Venise 2001 : sélection La Settimana della Critica[5]
- Festival international du film de Thessalonique 2001 : en compétition pour l'Alexandre d'or